# Coelotes vallei
Coelotes vallei là một loài nhện trong họ Amaurobiidae.
Loài này thuộc chi Coelotes. Coelotes vallei được Paolo Marcello Brignoli miêu tả năm 1977.